# Kosmos 419
Kosmos 419 (ros. Космос-419) – radziecka sonda kosmiczna, która miała dotrzeć do Marsa w ramach programu Mars. Miała być pierwszą sondą, która wejdzie na orbitę wokół tej planety, ale nie zdołała opuścić orbity okołoziemskiej.

## Przebieg misji
Sonda została wystrzelona 10 maja 1971 roku z kosmodromu Bajkonur. Data startu była nieprzypadkowa: dwa dni wcześniej Stany Zjednoczone wystrzeliły w stronę Marsa próbnik Mariner 8, a radziecka sonda miała dotrzeć tam pierwsza, jako że między tymi mocarstwami trwał wyścig kosmiczny. Rakieta Proton K wyniosła sondę na niską orbitę okołoziemską, jednak nie włączył się silnik Bloku D, który miał umieścić sondę na trajektorii prowadzącej do Marsa. Przyczyną był błąd obsługi: silnik miał włączyć się 1,5 godziny po wejściu na orbitę, ale został ustawiony na 1,5 roku. Orbita sondy stopniowo obniżała się i dwa dni później sonda spłonęła w atmosferze.
Radzieckim sondom, które pozostały na orbicie okołoziemskiej, nadawano oznaczenie Kosmos – niezależnie od tego, jaki miał być cel misji. Zgodnie z tą praktyką sonda została nazwana Kosmos 419.
Mariner 8 także nie zdołał opuścić orbity okołoziemskiej. Ostatecznie na orbitę Marsa jako pierwszy dotarł amerykański Mariner 9, a w ciągu miesiąca po niej radzieckie sondy Mars 2 i Mars 3, tego samego typu, co stracony Kosmos 419.